# Allucinazione (intelligenza artificiale)
L'allucinazione (detta anche confabulazione) è una risposta generata da un'intelligenza artificiale generativa che contiene dati falsi o fuorvianti presentati come fatti. Il termine deriva da una vaga analogia con le allucinazioni umane, derivate normalmente da false percezioni. Le allucinazioni dell'intelligenza artificiale tuttavia, al contrario di quelle umane, derivano da risposte costruite in modo errato, e non da un'errata percezione.
Ad esempio, un chatbot generato da un modello linguistico di grandi dimensioni, come ChatGPT, può includere contenuti falsi generati automaticamente all'interno delle proprie risposte. Secondo uno studio del 2023 a seconda dei chatbot la percentuale di dati falsi generati variava dal 3 al 27%, mentre un altro studio ha rilevato dati errati in media nel 46% dei testi generati. La probabilità che si generino tali errori aumenta all'incrementarsi della complessità delle domande.
La presenza di questi errori costituisce un importante ostacolo all'impiego pratico di tali strumenti. Nonostante dichiarazioni ottimistiche da parte del fondatore di OpenAI, Sam Altman, che ha dichiarato che entro il 2025 tali problemi si ridurranno nettamente, secondo diversi studiosi si tratta di un problema correlato allo stesso modello di funzionamento di tali strumenti e in quanto tale non completamente eliminabile, ma solo riducibile attraverso alcuni metodi.